# El Bosque (Spanje)
El Bosque is een gemeente in de Spaanse provincie Cádiz in de regio Andalusië met een oppervlakte van 31 km². In 2007 telde El Bosque 2035 inwoners.

## Demografische ontwikkeling
Bron: INE, 1857-2011: volkstellingen